# Two Cops (film)
Two Cops (투캅스?, Tu kapseuLR) è un film del 1993 diretto da Kang Woo-suk.

## Trama
Kang e Jo sono due poliziotti: il primo è idealista, il secondo disilluso e anzi propenso alla corruzione. I due si ritrovano a dover collaborare, ma quando Kang inizia sempre più ad assomigliare a Jo, l'uomo inizia a porsi delle domande.

## Distribuzione
In Corea del Sud l'opera è stata distribuita dalla Cinema Service a partire dal 18 dicembre 1993.